# Пакша (астрология)

Периодика Луны при наблюдении из Северного полушария Земли.

Пакша (санскр. पक्ष, IAST: pakṣa) — это двухнедельный период фаз луны в индийском календаре, то есть рост до полнолуния и убывание до новолуния. Буквальное значение — «сторона [луны]», то есть периоды по обе стороны от дня пурнимы (полнолуния). Лунный месяц в индуистском календаре имеет два двухнедельных периода и начинается после амавасьи (новолуния). Лунные сутки называются титхи (в каждом лунном месяце 30 титхи), продолжительность которых может варьировать от 20 до 27 часов. Пакша состоит 15 титхи, которые рассчитываются по движению Луны на каждые 12° от оси эклиптики. Первые две недели между днем новолуния (не входит в период) и днем полнолуния (включительно) называются шукла пакша в традиционном индийском календаре или гаура пакша в вайшнавском индийском календаре; период сияющей [светлой] луны (растущая луна). А вторые две недели лунного месяца между днем полнолуния (не входит в период) и днем новолуния (включительно) называются вадхья пакша в традиционном индийском календаре или кришна пакша в вайшнавском индийском календаре; период угасающей [темной] луны (убывающая луна). В Немуч Панчанга новый лунный месяц начинается с первого дня кришна пакши (после пурнимы), в то время как в Гуджарат Панчанга новый лунный месяц начинается с первого дня шукла пакши (после амавасьи).

## Титхи (лунные сутки)
| №  | Гаура пакша | Кришна пакша |
| -- | ----------- | ------------ |
| 1  | Пратхама    | Пратха́ма     |
| 2  | Двитья      | Дви́тья       |
| 3  | Тритья      | Три́тья       |
| 4  | Чатуртхи    | Чату́ртхи     |
| 5  | Панчами     | Па́нчами      |
| 6  | Шаштхи      | Ша́штхи       |
| 7  | Саптами     | Са́птами      |
| 8  | Аштами      | А́штами       |
| 9  | Навами      | На́вами       |
| 10 | Дашами      | Да́шами       |
| 11 | Экадаши     | Эка́даши      |
| 12 | Двадаши     | Два́даши      |
| 13 | Трайодаши   | Трайо́даши    |
| 14 | Чатурдаши   | Чату́рдаши    |
| 15 | Пурни́ма     | Амава́сья     |

## Гаура (шукла) пакша
Гаура пакша (санскр. गौरा पक्ष, IAST: Gaurā pakṣa), Шукла пакша (санскр. शुक्ल पक्ष, IAST: Śukla pakṣa) — обозначает яркий двухнедельный период лунного месяца (растущая луна) в индийском календаре.
- Гаура (गौरा) в переводе с санскр. — «желтый» или «золотой»
- Шукла (शुक्ल) в переводе с санскр. — «белый» или «яркий»

Гаура пакша (период растущей Луны) — это период в 15 дней, который начинается в первый день после дня амавасьи (новолуния) и заканчивается днём пурнимы (полнолуния) и считается благоприятным для всестороннего роста или развития во всех планах существования, то есть на ментальном, физическом и духовном планах.
В этот период проводятся многочисленные фестивали и праздники, в том числе Наваратри, наиболее важные — навратри в месяцы чайтра и ашвина.
| День | Титхи     | Фестиваль                        | Месяц      |
| ---- | --------- | -------------------------------- | ---------- |
| 1-й  | Пратипада | Бали пратипада, Говардхана пуджа | Картика    |
| 2-й  | Двитья    | Бхай тика                        | Картика    |
| 3-й  | Тритья    | Teej                             | Бхадрапада |
| 3-й  | Тритья    | Акшая тритья                     | Вайшакха   |
| 4-й  | Чатуртхи  | Ганеша чатуртхи                  | Бхадрапада |
| 4-й  | Чатуртхи  | Ganesh Jayanti                   | Магха      |
| 5-й  | Панчами   | Nuakhai                          | Бхадрапада |
| 5-й  | Панчами   | Виваха панчами                   | Маргаширша |
| 5-й  | Панчами   | Басант панчами                   | Магха      |
| 6-й  | Шаштхи    | Сита шаштхи                      | Джьештха   |
| 9-й  | Навами    | Рама навами                      | Чайтра     |
| 10-й | Дашами    | Виджая дашами                    | Ашвина     |
| 11-й | Экадаши   | Шаяни экадаши                    | Ашадха     |
| 11-й | Экадаши   | Вайкунтха экадаши                | Маргаширша |
| 14-й | Чатурдаши | Ананта чатурдаши                 | Бхадрапада |
| 15-й | Пурнима   | Гуру пурнима                     | Ашадха     |

## Кришна (вадхья) пакша
Кришна пакша (санскр. कृष्ण पक्ष, IAST: Kr̥ṣṇa pakṣa), Вадхья пакша (санскр. वाद्य पाक्षष, IAST: Vādya pākṣa) — обозначает темный двухнедельный период лунного месяца (убывающая луна) в индийском календаре.
- Кришна (कृष्ण) в переводе с санскр. — «сине-черный» или «темный»
- Вадхья (गौरा) в переводе с санскр. — «садхана» или «духовная практика»

Кришна пакша (период убывающей Луны) — это период в 15 дней, который начинается в первый день после дня пурнимы (полнолуния) и заканчивается днём амавасьи (новолуния) и считается неблагоприятным, так как луна теряет свет и силу в этот период.
| День | Титхи     | Фестиваль                 | Месяц      |
| ---- | --------- | ------------------------- | ---------- |
| 4-й  | Чатуртхи  | Карва чаутхи              | Картика    |
| 8-й  | Аштами    | Кришна джанмаштами        | Шравана    |
| 11-й | Экадаши   | Вайкунтха экадаши         | Маргаширша |
| 13-й | Трайодаши | Дхантера                  | Картика    |
| 13-й | Трайодаши | Прадоша                   | Магха      |
| 14-й | Чатурдаши | Махашиваратри             | Магха      |
| 14-й | Чатурдаши | Нарака чатурдаши (Дивали) | Картика    |

## Доп. использование

### Астрономия
В ведической астрологии Джьотиша, когда человек выполняет прасну (таблицу вопросов), а планета Венера указывает период времени, событие, упомянутое в ответе, произойдет в течение пакши (двух лунных недель) с момента, когда вопрос был задан.

### Традиции
Питри пакша (санскр. पितृ पक्ष, IAST: pitṛ pakśa, «полмесяца для предков») — период из 16 лунных дней (пурнима и 15 лунных суток кришна пакши), когда индусы воздают почести своим предкам (питри) через подношение пищи. Период также известен как питри-поккхо (бенгали), питру-пакшья (ория), сола-шраддха («16 шраддх»), канагат, джития, махалая-пакша и апара-пакша.

## Термины и понятия
1. ↑  Пурни́ма (санскр. पूर्णिमा, IAST: Pūrṇimā) — фаза Луны (полнолуние), при которой её эклиптическая долгота отличается на 180° от Солнца.
2. ↑  Амава́сья (санскр. अमावस्या, IAST: Amāvasyā) — фаза Луны (новолуние), при которой её эклиптическая долгота такая же, как у Солнца.
3. ↑  Ти́тхи (санскр. तिथि, IAST: tithi, др. вар. тхитхи) — это лунный день, или время, необходимое для увеличения продольного угла между Луной и Солнцем на 12° в ведическом времяисчислении. Ти́тхи — это один из 5-и Анг (частей), неотъемлемый элемент Панчанга, используемый при выборе Мухурты (благоприятного времени) для любого события.
4. 1 2  Панчанга (санскр. पञ्चागम, IAST: Pañcāgama, панчангама) — это ведический календарь, который используется в Индии с древнейших времен. Традиционно Панчанга используется для того, чтобы определить благоприятность или неблагоприятность момента для совершения действия, но в Джйотиша Веде (ведической астрологии) ему можно найти применение в почти каждом ее аспекте.
5. 1 2  Шукла и Вадхья пакша — традиционные название. Гаура и Кришна пакша — названия по вайшнавскому календарю.
6. ↑  Пу́джа (санскр. पूजा, IAST: pūjā) — один из главных обрядов поклонения и почитания в индуизме. Обряд предполагает служение в различных формах, включая подношение пищи, воскуривание благовоний, омовение, исполнение танцев, священных гимнов и чтение мантр. В рамках каждой из сампрадай — богословско-философских традиций индуизма — разработаны собственные правила проведения пуджи.
7. ↑  Джая́нти (санскр. जयन्ती, IAST: jayantī, "прославление") — один из обрядов поклонения и почитания божества или святого в индуизме.